# RZ-Code
Beim Return-to-Zero-Code (kurz RZ-Code; Englisch für Rückkehr zur Null) handelt es sich um einen Leitungscode, mit dem es möglich ist, Binärzahlen über ein Medium zu übertragen, indem der Sender dessen Zustand zwischen drei Pegelwerten (Sendesymbole, meist als +1, 0 und −1 bezeichnet) wechseln lässt.

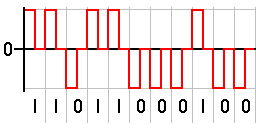
RZ-Codierung einer binären Folge

Der RZ-Code ist eine Weiterentwicklung des NRZ-Codes (Non-Return-to-Zero), bei dem die zwei Pegelwerte gleichbedeutend mit dem Dualwert der zu übertragenden Ziffer sind. Der Nachteil des NRZ-Code ist, dass es beim Übertragen einer längeren Serie von Nullen oder einer Serie von Einsen keine Pegeländerungen gibt. Dadurch ist es für den Empfänger in diesem Zeitraum nicht möglich, den Takt aus dem Signal zurückzugewinnen. 
Beim RZ-Code kehrt man beim Übertragen einer logischen 1 mit dem Pegel +1 nach dem halben Takt zum Pegel 0 zurück, bei Übertragung einer logischen 0 wird der Pegel −1 für eine halbe Periode übertragen und nachfolgend zum Pegel 0 zurückgekehrt. Dadurch gibt es beim Übertragen eines Bits garantiert eine Pegeländerung, welche der Empfänger zur Taktrückgewinnung (Synchronisierung) nutzen kann. Nachteilig gegenüber dem NRZ-Code ist, dass eine doppelt so große Bandbreite benötigt wird.
Ohne zusätzliche Maßnahmen ist der RZ-Code, im Gegensatz zu der verwandten Manchester-Codierung, nicht gleichanteilsfrei. Dies bedeutet, dass sich positive und negative Signalteile im zeitlichen Mittel nicht ausgleichen sowie, dass die RZ-Signalfolge zwecks galvanischer Trennung nicht über Impulstransformatoren übertragen werden kann.

## Unipolare RZ-Codierung

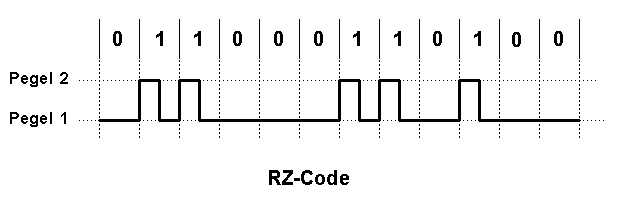
Unipolare RZ-Codierung

Eine Sonderform stellt die unipolare RZ-Kodierung dar. Der Vorteil besteht darin, dass nur zwei Pegelwerte (+1 und 0) als Symbole benötigt werden und diese Codierung daher mit herkömmlichen Digitalschaltungen leicht realisiert werden kann. Der Nachteil besteht darin, dass bei der Übertragung einer langen logisch-0-Folge, welche mit konstantem Pegel 0 codiert wird, keine Signaländerung erfolgt und damit eine Synchronisierung seitens des Empfängers unmöglich ist. 
Eine Lösung des Synchronisierungsproblems bei unipolarer RZ-codierung ist eine zusätzliche Leitungscodierung der zu übertragenden Datenfolge, beispielsweise in Form des Bitstopfens oder die Verwendung eines Scramblers. Die unipolare RZ-Codierung ist grundsätzlich nicht gleichanteilsfrei.
Anwendung findet die unipolare RZ-Codierung, mit kleinen Modifikationen, beispielsweise bei der IrDA-Schnittstelle im Übertragungsmodus SIR.

## Bipolare RZ-Codierung
Die bipolare RZ-Codierung ist eng mit der unipolaren RZ-Codierung verwandt, verwendet allerdings wie die RZ-Codierung drei Pegel: Der Zustand logisch-0 wird wie bei der unipolaren RZ-Codierung immer mit Pegel 0 übertragen. Der Zustand logisch-1 wird alternierend mit dem Pegel +1 und −1 übertragen. Der Grund liegt in der Anpassung der Leitungscodierung an die physikalischen Eigenschaften von Übertragungsmedien. Die bipolare RZ-Codierung kann, durch eine zusätzliche Leitungscodierung, gleichanteilsfrei gehalten werden.
Darüber hinaus existieren noch weitere Modifikationen, wie die invertierte RZ-Codierung, wo die Zuordnung von logisch-0 und logisch-1 vertauscht sind.
Unterschied zum AMI-Code (Alternate Mark Inversion): 
Anders als bei der AMI-Codierung, welche ähnlich funktioniert, kehrt bei der RZ Bipolar-Codierung der Pegel schon nach einem halben Takt wieder auf 0 zurück.